# Trận chung kết Giải vô địch bóng đá thế giới 1934
Trận chung kết Giải vô địch bóng đá thế giới 1934 là trận đấu quyết định của Giải vô địch bóng đá thế giới 1934. Trận đấu diễn ra giữa hai đội Ý và Tiệp Khắc. Ý thắng trận đấu với tỉ số 2–1.
Trận chung kết được tổ chức tại sân vận động Sân vận động Nazionale PNF ở thành phố Rome với nhiệt độ lên đến 40 °C (104 °F). Tiệp Khắc mở tỉ số ở phút 19 nhờ công của Antonín Puč. Họ dẫn trước được 10 phút thì Ý gỡ hòa nhờ công của Raimundo Orsi. Cả hai đội đều không ghi thêm được bàn thắng nào nên cả hai đội bước vào hai hiệp phụ. Phút thứ năm trong hiệp phụ thứ nhất, Ý đã vượt lên dẫn trước nhờ công của Angelo Schiavio và họ đã ghi dấu ấn trong chức vô địch World cup đầu tiên trong lịch sử của mình.
Cầu thủ cuối cùng từng sống chơi ở trận chung kết, František Plánička, đã qua đời vào ngày 20 tháng 7 năm 1996.

## Chi tiết trận đấu
| Ý                       | 2–1 (s.h.p.) | Tiệp Khắc |
| ----------------------- | ------------ | --------- |
| Orsi 81' · Schiavio 95' | Chi tiết     | Puč 71'   |

| Ý | Tiệp Khắc |

|                         |                     |  |  |
|                         |                     |  |  |
| GK                      | Gianpiero Combi (c) |  |  |
| RB                      | Eraldo Monzeglio    |  |  |
| LB                      | Luigi Allemandi     |  |  |
| RH                      | Attilio Ferraris    |  |  |
| CH                      | Luis Monti          |  |  |
| LH                      | Luigi Bertolini     |  |  |
| OR                      | Enrique Guaita      |  |  |
| IR                      | Giuseppe Meazza     |  |  |
| IL                      | Giovanni Ferrari    |  |  |
| OL                      | Raimundo Orsi       |  |  |
| CF                      | Angelo Schiavio     |  |  |
| Huấn luyện viên trưởng: |                     |  |  |
| Vittorio Pozzo          |                     |  |  |

|                         |                        |  |  |
|                         |                        |  |  |
| GK                      | František Plánička (c) |  |  |
| RB                      | Josef Čtyřoký          |  |  |
| LB                      | Ladislav Ženíšek       |  |  |
| RH                      | Rudolf Krčil           |  |  |
| CH                      | Štefan Čambal          |  |  |
| LH                      | Josef Košťálek         |  |  |
| OR                      | Antonín Puč            |  |  |
| IR                      | Oldřich Nejedlý        |  |  |
| IL                      | František Svoboda      |  |  |
| OL                      | František Junek        |  |  |
| CF                      | Jiří Sobotka           |  |  |
| Huấn luyện viên trưởng: |                        |  |  |
| Karel Petrů             |                        |  |  |

| Quy định trận đấu: - 90 phút thi đấu chính thức - 30 phút hiệp phụ nếu cần thiết |